# William Stukeley
William Stukeley (Holbeach, 7 novembre 1687 – Kentish Town, 3 marzo 1765) è stato un antiquario, medico e presbitero inglese.
Ebbe un'influenza significativa sul successivo sviluppo dell'archeologia, aprendo la strada all'indagine accademica dei monumenti preistorici di Stonehenge e Avebury nel Wiltshire.
Il 6 gennaio 1721 fu elevato al grado massonico di Maestro nella Loggia che si riuniva presso la Salutation Tavern a Londra.

## Opere
- (EN) Of the spleen, its description and history, uses and diseases, particularly the vapors, with their remedy, London, William Stukeley, 1723.